# Хушур
Хушу́р (монг. хуушууp, IPA: [xʊ ː ʃʊr]) — популярное монгольское и бурятское блюдо из мяса и теста, аналогичное чебурекам, но, как правило, несколько меньше по размерам. Мясо (говядину или баранину) либо мелко нарезают, либо целому кусочку мяса делают многочисленные надрезы, затем добавляют лук или чеснок, соль и другие специи. Из теста делают круги, кладут мясо внутрь посередине теста и складывают тесто пополам, создают плоский половинчатый карман. Затем повар закрывает карман, прижав края вместе. Хушур может быть и круглой формы, для этого кладут в тесто фарш и всё вместе раскатывают с помощью скалки.
После этого полученные полуфабрикаты жарят в масле, пока тесто не становится золотисто-коричневого цвета. Хушур подаётся горячим, его можно есть руками.
Данное блюдо распространено не только в быту, но также и как обычная составляющая меню предприятий общественного питания Монголии.
Это монгольское блюдо имеет некоторое сходство с буузами (в Бурятии известные как позы) тем, что мясо готовят так же, несколько по-другому складывается тесто, а принципиальное отличие в том, что буузы делают на пару.